# Rödbröstad solfågel
Rödbröstad solfågel (Cinnyris erythrocercus) är en fågel i familjen solfåglar inom ordningen tättingar.

## Utseende och läte
Rödbröstad solfågel är en slank solfågel med nedåböjd näbb och mycket skilda dräkter mellan könen. Hanen är mestadels svart och mörkgrön, med ett rött band på undersidan och förlängda centrala stjärtpennor. Honan är enfärgat gråbrun ovan, undertill ljus med kraftiga mörka fläckar. Fågeln är lik smyckesolfågeln, men hanen saknar gult i bröstbandet och honan är mer streckad undertill. Honan liknar även maricosolfågel, men skiljs på mörk strupfläck och inte lika tydligt ljust ögonbrynsstreck. Sången är typisk för solfåglar, en ljus ramsa. Bland lätena hörs tjippande ljud.

## Utbredning och systematik
Fågeln förekommer i Sydsudan, östra Demokratiska republiken Kongo, Uganda, sydvästra Kenya, Rwanda, Burundi och nordvästra Tanzania. Den behandlas som monotypisk, det vill säga att den inte delas in i några underarter.

## Levnadssätt
Rödbröstad solfågel hittas i en rad olika typer av fuktiga miljöer. Den ses bland annat i våtmarker, savann, buskmarker, öppet skogslandskap och trädgårdar.

## Status
Arten har ett stort utbredningsområde och beståndet anses vara stabilt. Internationella naturvårdsunionen IUCN listar den därför som livskraftig (LC).